# Kurt Eulenburg
Kurt Albert Max Eulenburg (* 22. Februar 1879 in Leipzig; † 10. April 1982 in London), Sohn von Ernst Eulenburg, war ein deutscher Musikverleger, der 1911 die Verlagsleitung des Eulenburg Musikverlags übernahm.

## Leben
Kurt Eulenburg trat frisch promoviert 1905 als Verlagsbuchhändler in den Verlag seines Vaters ein. 1911 übernahm er die Verlagsleitung. Nach dem Tod seines Vaters 1926 wurde er Alleininhaber und gründete 1939 die britische Niederlassung Ernst Eulenburg Ltd. in London. Im gleichen Jahr wurde der Verlag von den Nationalsozialisten enteignet und Eulenburg flüchtete ins Schweizer Exil. Nach Kriegsende siedelte er mit seiner Familie nach London über und gründete Niederlassungen in Zürich (1947) und Stuttgart (1950). Nach der Übernahme des Verlags 1957 durch Schott Music Ltd. (London) leitete Eulenburg noch bis zu seinem Ausscheiden 1968 die Geschäfte und zeichnete für die Taschenpartitur-Reihe verantwortlich. Eulenburg starb im Alter von 103 Jahren in London.